# Шиллинг, Том
Том Шиллинг (нем. Tom Schilling; род. 10 февраля 1982, Берлин) — немецкий актёр.

## Биография

### Карьера
В 12 лет Тома Шиллинга пригласили в одну из театральных постановок. В 1996 году снялся в первом телевизионном проекте — в одном из эпизодов телесериала «Hallo, Onkel Doc!». В 2000 году снимается в фильме «Сумасшедший» и за свою роль получает награду «Bayerischer Filmpreis» в номинации Лучший молодой актёр. В 2004 году сыграл вторую главную роль в фильме, получившем хорошие отзывы, «Академия смерти». Также на его счету роль молодого Адольфа Гитлера в фильме «Моя борьба».
21 апреля 2017 года выпустил дебютный альбом «Vilnius», записанный совместно с The Jazz Kids. В альбом вошли 10 треков, активное участие в написании которых принимал непосредственно Шиллинг.

### Личная жизнь
У Шиллинга есть сын 2006 года рождения от неизвестной девушки. Шиллинг живёт в районе Берлина Пренцлауэр-Берг.
Он жил с ассистенткой режиссёра Анни Мозебах, в начале лета 2014 года у них родился сын, а в январе 2017 года — дочь. В 2019 году они поженились

## Работы

### Фильмография
| Год  |     | Русское название                                                   | Оригинальное название                                                 | Роль               |
| ---- | --- | ------------------------------------------------------------------ | --------------------------------------------------------------------- | ------------------ |
| 1988 | кор | —                                                                  | Stunde der Wahrheit                                                   | Роберт             |
| 1996 | с   | —                                                                  | Für alle Fälle Stefanie (Эпизод — Rettung des Retters)                | Патрик             |
| 1996 | с   | —                                                                  | Hallo, Onkel Doc! (Эпизод — Manege frei)                              | Марк               |
| 1998 | ф   | —                                                                  | Der Kinderhasser                                                      | Виктор             |
| 1998 | кор | —                                                                  | Der heiße Genuss                                                      | —                  |
| 1999 | с   | Место преступления                                                 | Tatort (Эпизод — Kinder der Gewalt)                                   | Тобиас Бендер      |
| 1999 | ф   | Ночное вторжение                                                   | Schlaraffenland                                                       | Дэнни              |
| 2000 | ф   | Сумасшедший                                                        | Crazy                                                                 | Янош Шварц         |
| 2000 | ф   | Небеса подождут                                                    | Der Himmel kann warten                                                | Йо                 |
| 2001 | с   | Место преступления                                                 | Tatort (Эпизод — Tot bist du!)                                        | Филип Зайдель      |
| 2001 | ф   | Сломя голову                                                       | Herz über Kopf                                                        | Якоб Шнайдер       |
| 2002 | ф   | —                                                                  | Weil ich gut bin!                                                     | Мюке               |
| 2002 | кор | Фетиш                                                              | Fetisch                                                               | —                  |
| 2002 | кор | —                                                                  | Mehmet                                                                | —                  |
| 2002 | кор | —                                                                  | Weichei                                                               | —                  |
| 2002 | кор | —                                                                  | Schlüsselkinder                                                       | Торбен             |
| 2003 | ф   | Растрать свою молодость                                            | Verschwende deine Jugend                                              | Гарри              |
| 2004 | ф   | Академия смерти                                                    | Napola - Elite für den Führer                                         | Альбрехт Штайн     |
| 2004 | ф   | Оператор эго                                                       | Egoshooter                                                            | Якоб               |
| 2004 | ф   | Агнес и его братья                                                 | Agnes und seine Brüder                                                | Ральф Чирнер       |
| 2004 | ф   | —                                                                  | Kurz - Der Film                                                       | —                  |
| 2005 | тф  | Последняя битва                                                    | Die letzte Schlacht                                                   | Хорст Бандманн     |
| 2005 | с   | Место преступления                                                 | Tatort (Эпизод — Wo ist Max Gravert?)                                 | Том Новак          |
| 2006 | кор | Вигальд                                                            | Wigald                                                                | Вигальд            |
| 2006 | ф   | Элементарные частицы                                               | Elementarteilchen                                                     | Михаэль (молодой)  |
| 2006 | ф   | Дивизия радости                                                    | Joy Division                                                          | Томас (молодой)    |
| 2006 | ф   | Паршивая овца                                                      | Schwarze Schafe                                                       | Юлиан              |
| 2007 | ф   | Простой народ                                                      | Einfache Leute                                                        | Себастьян Бодэ     |
| 2007 | с   | Криминальный отдел                                                 | KDD - Kriminaldauerdienst (5 эпизодов)                                | Андрош             |
| 2007 | ф   | Сексуальная революция                                              | Pornorama                                                             | Бенни Кёпке        |
| 2007 | ф   | —                                                                  | Neben der Spur                                                        | Марсель Розман     |
| 2007 | ф   | Почему мужчины никогда не слушают, а женщины не умеют парковаться? | Warum Männer nicht zuhören und Frauen schlecht einparken              | Кришль             |
| 2008 | ф   | Запутались в любви                                                 | Robert Zimmermann wundert sich über die Liebe                         | Роберт Циммерман   |
| 2008 | тф  | Убийственное признание                                             | Mordgeständnis                                                        | Тобиас Гёпферт     |
| 2008 | ф   | Комплекс Баадера — Майнхоф                                         | Der Baader Meinhof Komplex                                            | Йозеф Бахман       |
| 2008 | с   | Место преступления                                                 | Tatort (Эпизод — Der frühe Abschied)                                  | Патрик             |
| 2009 | ф   | Моя борьба                                                         | Mein Kampf                                                            | Адольф Гитлер      |
| 2009 | ф   | Нежные паразиты                                                    | Zarte Parasiten                                                       | Певец на станции   |
| 2009 | с   | Блох                                                               | Bloch (Эпизод — Tod eines Freundes)                                   | Пауль Зайферт      |
| 2010 | тф  | —                                                                  | Eisfieber                                                             | Кит                |
| 2010 | тф  | —                                                                  | Ich, Ringo und das Tor zur Welt                                       | Хорст Кёнигштайн   |
| 2010 | ф   | Жизнь слишком длинна                                               | Das Leben ist zu lang                                                 | Каролинс Бегляйтер |
| 2010 | с   | СОКО Кёльн                                                         | SOKO Köln (Эпизод — Ein Bund fürs Leben)                              | Клаас Зандман      |
| 2010 | с   | Место преступления                                                 | Tatort (Эпизод — Am Ende des Tages)                                   | Лорен Ленц         |
| 2011 | с   | Телефон полиции — 110                                              | Polizeiruf 110 (Эпизод — Die verlorene Tochter)                       | Феликс Дист        |
| 2011 | с   | Место преступления                                                 | Tatort (Эпизод — Auskreuzung)                                         | Александр Гейда    |
| 2012 | ф   | Простые сложности Нико Фишера                                      | Oh Boy                                                                | Нико Фишер         |
| 2012 | ф   | Людвиг Баварский                                                   | Ludwig II                                                             | Принц Отто         |
| 2013 | мтф | Отель «Адлон». Две семьи. Три судьбы.                              | Das Adlon. Eine Familiensaga (Второй, третий эпизоды)                 | Луис Адлон мл.     |
| 2013 | тф  | Войцек                                                             | Woyzeck                                                               | Войцек             |
| 2013 | ф   | Нападение акул на озере Мюггельзе                                  | Hai-Alarm am Müggelsee                                                | —                  |
| 2013 | мтф | Наши матери, наши отцы                                             | Unsere Mütter, unsere Väter                                           | Фридхельм Винтер   |
| 2013 | ф   | Кто я                                                              | Who Am I – Kein System ist sicher                                     | Бенджамин Энгель   |
| 2014 | ф   | Посмертный                                                         | Posthumous                                                            | Бенджамин          |
| 2015 | ф   | Французская сюита                                                  | Suite Française                                                       | Боннет             |
| 2015 | ф   | Женщина в золоте                                                   | Woman in Gold                                                         | Генрих             |
| 2015 | ф   | Смерть хиппи! Да здравствуют панки!                                | Tod den Hippies!! Es lebe der Punk!                                   | Роберт Ротер       |
| 2016 | тф  | На коротком расстоянии                                             | Auf kurze Distanz                                                     | Клаус Рот          |
| 2016 | мтф | —                                                                  | Mitten in Deutschland: NSU (Эпизод — Die Opfer - Vergesst mich nicht) | Броннет            |
| 2017 | с   | Под одним небом                                                    | The Same Sky                                                          | Ларс Вебер         |
| 2018 | ф   | Работа без авторства                                               | Werk ohne Autor                                                       | Курт Барнерт       |
| 2018 | мтф | Брехт                                                              | Brecht (Первый эпизод)                                                | Бертольт Брехт     |
| 2019 | ф   | Лара                                                               | Lara                                                                  | Виктор             |
| 2019 | ф   | Ограбление с ограничениями                                         | Die Goldfische                                                        | Оливер Оверрат     |

В телесериале «Криминальный отдел» появляется в следующих пяти эпизодах: Fragen der Ehre, Verantwortung, Veränderungen, Rückkehr и Verwirrungen

### Радиопостановки, альбом и аудиокниги
| Год  | Название           | Роль              | По мотивам                                                 |
| ---- | ------------------ | ----------------- | ---------------------------------------------------------- |
| 2003 | Псы Морриган       | Патрик Джозеф     | Книги «The Hounds of the Morrigan» — Пэт О'Ши              |
| 2003 | Миссия Монстр      | Читает аудиокнигу | Книги «Monster Mission» — Евы Ибботсон                     |
| 2003 | Ханни и Нанни      | Питер             | Серии книг «St. Clare’s» — Энид Блайтон                    |
| 2008 | Девятнадцать минут | Питер Хоутон      | Книги «Девятнадцать минут» — Джоди Пиколт                  |
| 2011 | В течение ночи     | Ян                | Оригинальная аудиопостановка «Übernacht» — Йоханны Штейнер |
| 2012 | Сын                | Читает аудиокнигу | Книги «Le Fils» — Мишеля Ростена                           |
| 2012 | Домино             | Читает аудиокнигу | Оригинальная аудиопостановка «Domino» — Кристофа Буггерта  |
| 2014 | В стальных грозах  | Читает аудиокнигу | Мемуаров «In Stahlgewittern» — Эрнста Юнгера               |
| 2014 | Autsystem          | Ян Ланбекар       | Оригинальная аудиопостановка «Autsystem» — Тома Пеакерта   |

В 2017 году Том и The Jazz Kids выпустили полноформатный альбом Вильнюс 

## Награды и номинации
| Год  | Награда                                                  | Категория                                      | Работа                                    | Результат |
| ---- | -------------------------------------------------------- | ---------------------------------------------- | ----------------------------------------- | --------- |
| 2001 | Премия «Новые лица»                                      | Лучшая актёрская игра                          | «Сумасшедший»                             | Номинация |
| 2001 | «Баварская кинопремия»                                   | Лучший молодой актёр                           | «Сумасшедший»                             | Победа    |
| 2005 | Премия «Новые лица»                                      | Лучший актёр                                   | «Оператор эго»                            | Номинация |
| 2005 | Премия «Новые лица»                                      | Лучший актёр                                   | «Академия смерти»                         | Номинация |
| 2005 | Премия «Русалка»                                         | Приз зрительских симпатий                      | «Академия смерти»                         | Победа    |
| 2005 | Премия «Русалка»                                         | Лучший актёр, исполнивший роль юного персонажа | «Академия смерти»                         | Победа    |
| 2006 | Премия «Русалка»                                         | Лучший молодой актёр второго плана             | «Элементарные частицы»                    | Номинация |
| 2008 | Премия «Русалка»                                         | Лучший молодой актёр второго плана             | «Почему мужчины никогда не слушают, а...» | Номинация |
| 2008 | Премия «Русалка»                                         | Лучший молодой комедийный актёр                | «Запутались в любви»                      | Номинация |
| 2008 | «Лучшие теле-произведения в области криминального жанра» | Особая награда за выдающуюся актёрскую игру    | «Место преступления»                      | Победа    |
| 2012 | Международный фестиваль независимого кино в Ольденбурге  | Приз Сеймура Касселя за актёрскую работу       | «Простые сложности Нико Фишера»           | Победа    |
| 2013 | Премия «Галстуки года»                                   | Галстук года                                   | —                                         | Победа    |
| 2013 | Премия «Лола»                                            | Лучшая мужская роль                            | «Простые сложности Нико Фишера»           | Победа    |
| 2013 | «Премия Европейской киноакадемии»                        | Лучший европейский актёр                       | «Простые сложности Нико Фишера»           | Номинация |
| 2013 | Премия «Бэмби»                                           | Лучший немецкий актёр                          | «Простые сложности Нико Фишера»           | Победа    |
| 2013 | «Баварская кинопремия»                                   | Лучший актёр                                   | «Простые сложности Нико Фишера»           | Победа    |
| 2013 | «Премия ассоциации кинокритиков Германии»                | Лучший актёр                                   | «Простые сложности Нико Фишера»           | Номинация |
| 2013 | «Немецкая телевизионная премия»                          | Лучший актёр                                   | «Наши матери, наши отцы»                  | Номинация |
| 2013 | «Премия немецкой телевизионной академии»                 | Лучший актёр                                   | «Наши матери, наши отцы»                  | Победа    |
| 2013 | Премия «Бэмби»                                           | Лучший немецкий актёр                          | «Наши матери, наши отцы»                  | Победа    |
| 2013 | «Баварская телевизионная кинопремия»                     | Специальная награда                            | «Наши матери, наши отцы»                  | Победа    |
| 2014 | Премия «Юпитер»                                          | Лучший немецкий телевизионный актёр            | «Наши матери, наши отцы»                  | Номинация |
| 2014 | Премия «Роми Гала»                                       | Любимый актёр                                  | «Наши матери, наши отцы»                  | Номинация |
| 2015 | Премия «Бэмби»                                           | Лучший немецкий фильм                          | «Кто я»                                   | Победа    |
| 2017 | Премия «Золотая камера»                                  | Лучший немецкий актёр                          | «На коротком расстоянии»                  | Номинация |
| 2017 | Премия «Юпитер»                                          | Лучший немецкий телевизионный актёр            | «На коротком расстоянии»                  | Номинация |
| 2018 | «Немецкая телевизионная премия»                          | Лучший актёр                                   | «Под одним небом»                         | Номинация |